# Theodoor Jan Roest van Alkemade
Theodoor Jan baron Roest van Alkemade, heer van Werkendam en De Werken (Dordrecht, 15 januari 1754 – Den Haag, 29 september 1829) was een Nederlands rechtsgeleerde en politicus.

## Levensloop
Theodoor Roest van Alkemade werd geboren als een zoon van Jacob Theodoor Roest van Alkemade en Elisabeth Maria Cornelia Oem van Moesenbroeck. Hij studeerde Romeins en hedendaags recht aan de Hogeschool Leiden en promoveerde in 1772 op het proefschrift De arbitris compromissariis. Hij begon zijn carrière als adjunct-maire van Den Haag.
In augustus 1814 werd hij erkend in de erfelijke adel en benoemd in de Ridderschap van de provincie Holland. In 1822 kreeg hij de titel baron, overdraagbaar op alle afstammelingen.
Van 1 mei 1814 tot 1 september 1815 was Roest van Alkemade lid van de Staten-Generaal der Verenigde Nederlanden. Van 17 oktober 1815 tot 7 november 1818 was hij lid van de Tweede Kamer der Staten-Generaal en van 1816 tot 1820 functioneerde hij als lid van de stedelijke raad. Roest van Alkemade werd per 2 januari 1816 benoemd tot burgemeester van Den Haag, maar feitelijk heeft hij niet als zodanig gefunctioneerd, want vanwege zijn bezwaren werd hem per 12 januari 1816 weer ontslag verleend. Van 1 maart 1820 tot 29 september 1829 was hij lid van de Provinciale Staten van Noord-Holland.
Hij trouwde op 7 juni 1779 te Oud-Gastel met barones Margaretha Jacoba van Wassenaer en samen hadden ze drie kinderen.
Hun zoon, Antonie Roest van Alkemade (Dordrecht, 1783 - Modena, 1811), werd generaal-majoor in het leger van Napoleon. Tijdens de korte periode van het koninkrijk Holland, was hij grootmaarschalk bij koning Lodewijk Napoleon. Hij overleed aan verwondingen opgelopen tijdens gevechten in Italië.
- Biografisch Portaal: 43568026
- International Standard Name Identifier: 0000 0003 9160 5031
- Nederlandse Thesaurus van Auteursnamen: 238518329
- Parlement.com: vg09llqy20xe
- Virtual International Authority File: 285450639
- WorldCat: E39PBJrKQy8KgqPV7vqrrHMdcP